# Москаљ
Москаљ,  такође познат као Мускаљ, је историјска ознака која се користила за становнике Великог војводства Москве од 12. до 15. века.
Сада га неки словенски народи, углавном Белорусија, Украјина и Пољска, али и у Румунији, користе као етничко вређање Руса. Термин се генерално сматра погрдним или снисходљивим и реципрочним руском термину кокол за Украјинце. Још једна етничка увреда за Русе је кацап на пољском, или кацап на украјинском.

## Историја и етимологија
У почетку, још у 12. веку, москаљ је означавао становнике „Московије“, реч која се дословно преводила као „московљани“ (разликовање становника Великог војводства Москве од других источних Словена, као што су људи из Беле Рутеније (Белоруси), Црвена Рутенија (Украјинци) и други). Временом је та реч постала архаизам у свим источнословенским језицима, и опстала је само као породично име у сваком од тих језика.
Негативна конотација се, међутим, појавила крајем 18. и почетком 19. века у облику етничке вређања која означава све Русе. У то време, војници царске руске армије (а касније и совјетске армије ) стационирани у деловима данашње Пољске, Румуније и Украјине постали су познати као мускаљи.

## Културни утицај
"Москаљ" је основни лик традиционалне украјинске луткарске форме, вертеп.
Москалики је украјинска ознака за малу рибу која се обично користи као мамац или као обична ужина.
Такође је изнедрила низ источнословенских породичних имена.